# Milwaukee Clarks
Milwaukee Clarks byl profesionální americký klub ledního hokeje, který sídlil v Milwaukee ve státě Wisconsin. V letech 1948–1949 působil v profesionální soutěži International Hockey League. O sezónu později klub účinkoval v soutěži Eastern Hockey League. Clarks ve své poslední sezóně v IHL skončily v semifinále play-off. Své domácí zápasy odehrával v hale West Allis Coliseum. Klubové barvy byly námořnická modř a oranžová.

## Přehled ligové účasti
Zdroj: 
- 1948–1949: International Hockey League (Jižní divize)
- 1949–1950: Eastern Hockey League (Západní divize)